# Pietro Stefanelli
Pour les articles homonymes, voir Stefanelli.
Pietro Stefanelli (30 juillet 1835, Florence - 23 décembre 1919, Florence) est un entomologiste italien dont les principaux travaux ont porté sur les Lépidoptères et sur les Libellules. Il est l’un des fondateurs (1869) de la société entomologique italienne (Società Entomologica Italiana), dont il assure la vice-présidence de 1869 à 1918. Stefanelli est un des premiers collaborateurs de l'Istituto Sperimentale per la Zooogia Agraria spécialisé dans les lépidoptères ravageurs. Il professeur et dirige une école secondaire.

## Source
- Cesare Conci et Roberto Poggi (1996), Iconography of Italian Entomologists, with essential biographical data. Memorie della Società entomologica Italiana, 75 : 159-382.  (ISSN 0037-8747)